# Le Club du jeudi
Le Club du jeudi était une émission de télévision française pour la jeunesse créée par Bernard Hecht et diffusée chaque jeudi après-midi sur RTF Télévision du 26 janvier 1950 au 30 mai 1961.

## Principe de l'émission
Cette émission, voulait divertir et éduquer les enfants scolarisés qui disposaient d'un jour de relâche tous les jeudis.